# Elsi Naemi Borg

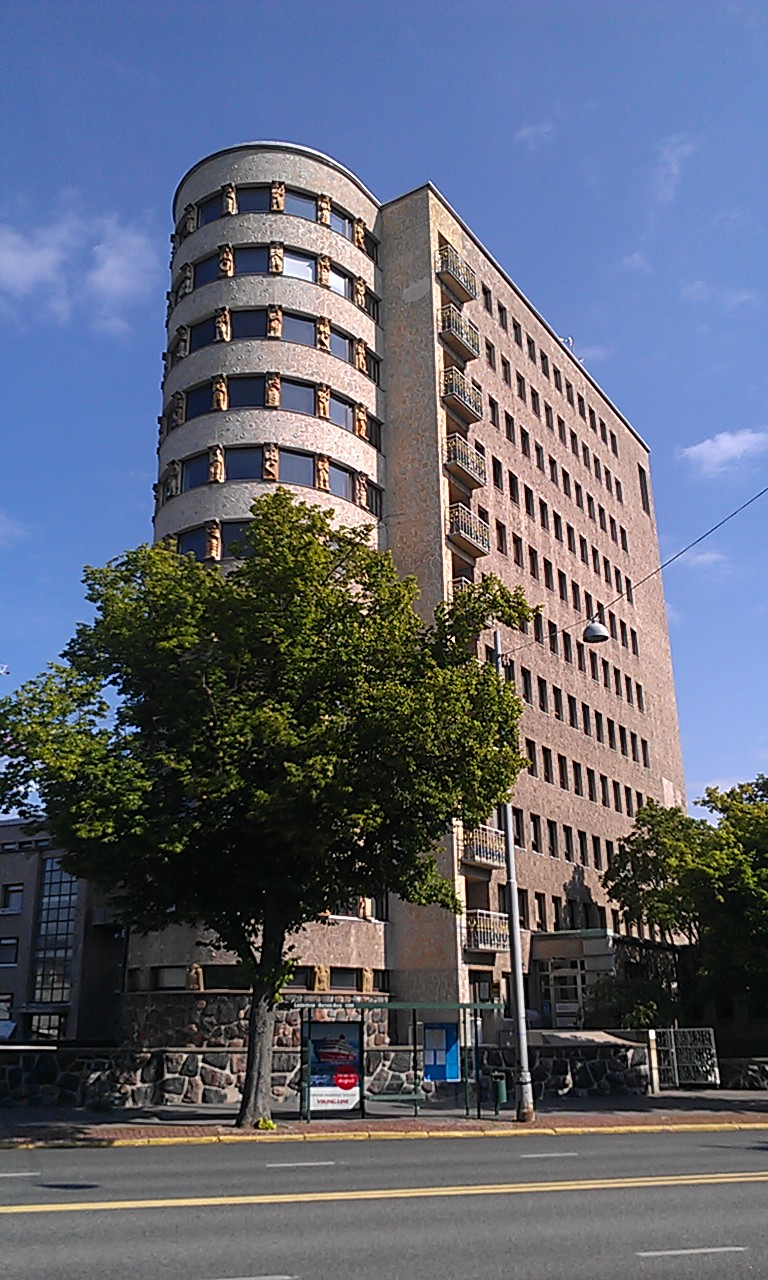
Ciudad del Niño en Helsinki, Finlandia. Elsi Borg, Otto Flodin y Olavi Sortta.

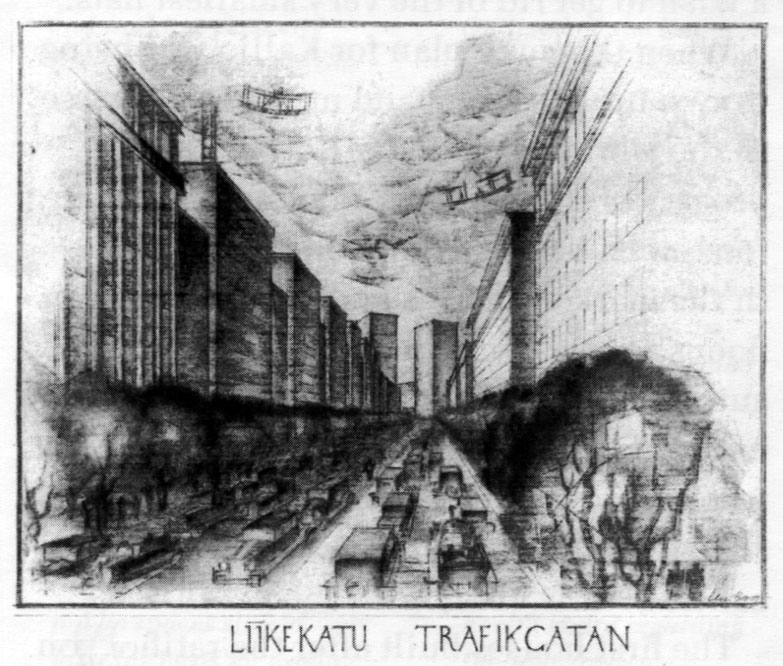
Propuesta de diseño urbano para Helsinki, 1921. Elsi Borg

Elsi Naemi Borg (Nastola, Päijänne Tavastia, Finlandia, 1893 - Helsinki, Finlandia, 1958), fue pionera una entre las arquitectas finlandesas y una de las primeras en abrir su propia oficina de arquitectura.

## Primeros años
Nació el 3 de octubre de 1893, en el municipio finlandés de Nastola, en la región de Päijänne Tavastia. Su hermano, Kaarlo Borg, era también arquitecto, y su hermana Margit Borg-Sundman fue profesora y miembro del parlamento.
Se graduó de arquitecta en la Universidad Politécnia de Helsinki, en el año 1919. Luego estudió Diseño Industrial en el Central School of Applied Arts. Borg viajó por el sur de Finlandia y Skåne, documentando y dibujando mansiones, castillos y jardines, junto a la arquitecta Eva Kuhlefelt.

## Trayectoria
En 1919, fundó la asociación informal Tumstocken, en oposición al Club de Arquitectos de la Asociación Finlandesa de Arquitectos y Politécnicos, junto con su generación de arquitectas egresadas de la Universidad. Borg fundó la Asociación Oficial de Mujeres Arquitectas de Finlandia, que todavía sigue activa, junto a Wivi Lönn y otras.
Durante los primeros años de la década de 1920, Borg trabajó en estudios privados de arquitectura y paisajismo hasta que, en 1927, abrió su propio despacho y se convirtió en una de las pocas mujeres arquitectas que tenía su propia oficina de arquitectura con asistentes arquitectos.
Entre 1929 y 1956 trabajó en el Departamento de Obras del Ministerio de Defensa, junto a otras arquitectas como Elsa Arokallio; su trabajo allí incluyó, entre otras obras, el Hospital Militar para Viipuri, en colaboración con Olavi Sortta.
Borg participó en numerosas competencias, tanto de arquitectura como de diseño industrial. El primer edificio monumental en el que participó fue la Iglesia de Taulumäki en Jyväskylä, luego de ganar el concurso, en el cual participaban entre otros Alvar Aalto y Enrik Bryggman. Fue la primera mujer arquitecta en Finlandia ganar un concurso para la construcción de una iglesia.
Una de las obras de mayor repercusión de Borg fue el Hospital de niños Lastenlinna o Ciudad del Niño en Helsinki, diseñado en colaboración con Otto Flodin y Olavi Sortta. El encargo fue transferido a ella después de la muerte de su hermano en 1939. La Ciudad del Niño es un ejemplo de construcción pública en la década de 1940 en Finlandia y pertenece a los monumentos arquitectónicos.
Sus primeras obras adhirieron al clasicismo de la década de 1920 y luego, en 1950, sus obras adoptaron características de la arquitectura moderna.
Borg también se dedicó al dibujo. En 1927, desde la oficina de Oiva Kallio, realizó perspectivas del Plan para el centro de Helsinki. Además de sus actividades como arquitecta, fue profesora de dibujo en la Escuela de Dibujo de Vyborg y en la escuela mixta Töölön en Helsinki. Como artista gráfica, Borg ilustró libros, diseñó letreros y carteles, y participó en concursos para el diseño de marcas, escenografías y muebles.
Algunos de sus dibujos se encuentran en el Museo de Arquitectura Finlandesa y corresponden a una amplia variedad de temáticas como diseño gráfico, de mobiliario y obras de arquitectura.

## Obras
- Ciudad del Niño en Helsinki, 1917
- Iglesia de Taulumäki en Jyväskylä, 1928
- Iglesia de Simpeleen, 1933
- Hospital Milital en Viipuri
- Capilla Funeraria en Petäjävesi
- Capilla Funeraria de Vehmasmäki, Kuopi